# アフラム
アフラム（アラビア語: أحلام、英語: Ahlam、1968年2月13日 - ）は、アラブ首長国連邦の歌手、俳優。
本名はアフラム・ビント・アリ・ビン・ハズィーム・アル＝シャムシ（أحلام بنت علي بن هزيم الشامسي、Ahlam bint Ali bin Hazeem Al Shamsi）。
これまでに多数のアルバム、シングルをリリースしており、2011年にはMBCの『Arab Idol』初回シーズンとその後の3シーズンに審査員として参加したほか、『The Voice』シーズン4、『The Voice:Ahla Sawt』シーズン4において審査員と指導者を務めている。

## ディスコグラフィ

### アルバム
- أحبك موت (I Love You Till Death) (1995)[2]
- مع السلامة (Goodbye) (1996)
- كيف ارضى (How Do I Accept) (1997)
- ما يصح الا الصحيح (Nothing is Right But Right) (1998)
- طبيعي (Natural) (1999)
- مختلف (Different) (2000)
- لعلمك بس (Just To Let You Know) (2001)
- أحسن (Better) (2003)
- الثقل صنعه (Weight) (2006)
- هذا أنا (This Is Me) (2009)
- موعدك (Your Time) (2013)
- أبتحداك (Challenge You) (2015)
- يلازمني خيالك (Your Fantasy Is Living With Me) (2016)
- فدوة عيونك (Love Of Your Eyes) (2021)